# Bardiani CSF Faizanè/Saison 2022
Diese Liste beschreibt die Mannschaft und die Siege des Radsportteams Bardiani CSF Faizanè in der Saison 2022.

## Mannschaft
| Teamkader 2022                            | Teamkader 2022     | Teamkader 2022 | Teamkader 2022                       |
| Name                                      | Geburtsdatum       | Land           | Vorheriges Team                      |
| ----------------------------------------- | ------------------ | -------------- | ------------------------------------ |
| Enrico Battaglin                          | 17. November 1989  | Italien        | Bahrain McLaren (2020)               |
| Iker Bonillo                              | 9. Juli 2003       | Spanien        |                                      |
| Jonathan Cañaveral                        | 2. November 1996   | Kolumbien      | Giotti Victoria (2020)               |
| Luca Colnaghi                             | 14. Januar 1999    | Italien        | Zalf Euromobil Fior (2021)           |
| Omar El Gouzi                             | 16. August 1999    | Italien        | Iseo-Rime-Carnovali (2021)           |
| Filippo Fiorelli                          | 19. November 1994  | Italien        | Delio Gallina-Colosio (2016)         |
| Davide Gabburo                            | 1. April 1993      | Italien        | Androni Giocattoli-Sidermec (2020)   |
| Martin Marcellusi                         | 5. April 2000      | Italien        |                                      |
| Alessio Martinelli                        | 26. April 2001     | Italien        | Colpack-Ballan (2021)                |
| Fabio Mazzucco                            | 14. April 1999     | Italien        | Unieuro Trevigiani-Hemus 1896 (2019) |
| Sacha Modolo                              | 19. Juni 1987      | Italien        | Alpecin-Fenix (2021)                 |
| Alessio Nieri                             | 13. April 2001     | Italien        | Mastromarco Sensi Nibali (2021)      |
| Giulio Pellizzari                         | 21. November 2003  | Italien        | ASD U.C. Foligno (2021)              |
| Alessandro Pinarello                      | 12. Juli 2003      | Italien        |                                      |
| Luca Rastelli                             | 29. Dezember 1999  | Italien        | Colpack-Ballan (2021)                |
| Alessandro Santaromita                    | 11. Dezember 1999  | Italien        | Velo Club Mendrisio (2021)           |
| Manuele Tarozzi                           | 20. Juni 1998      | Italien        | #inEmiliaRomagna Cycling Team (2021) |
| Alex Tolio                                | 30. März 2000      | Italien        | Zalf Euromobil Fior (2021)           |
| Alessandro Tonelli                        | 29. Mai 1992       | Italien        | Zalf Euromobil Désirée Fior (2014)   |
| Tomas Trainini (1. Jan.–5. Apr., Anm.)    | 23. September 2001 | Italien        |                                      |
| Giovanni Visconti (1. Jan.–9. Mär., Anm.) | 13. Januar 1983    | Italien        | Vini Zabù-Brado-KTM (2020)           |
| Filippo Zana                              | 18. März 1999      | Italien        | Sangemini-Trevigiani-MG.K Vis (2019) |
| Enrico Zanoncello                         | 2. August 1997     | Italien        | Zalf Euromobil Désirée Fior (2020)   |
| Samuele Zoccarato                         | 9. Januar 1998     | Italien        | Colpack-Ballan (2020)                |
| Luca Covili                               | 10. Februar 1997   | Italien        | Mastromarco Sensi Nibali (2018)      |
| Henok Mulubrhan (22. Apr.–31. Dez.)       | 11. November 1999  | Eritrea        | Team Qhubeka (2021)                  |
|                                           |                    |                |                                      |
| Quelle: ProCyclingStats                   |                    |                |                                      |

Anmerkung: Tomas Trainini, Karriereende des Sportlers
Anmerkung: Giovanni Visconti, Karriereende des Sportlers

## Siege
| Siege   | Siege                               | Siege    | Siege  | Siege              | Siege |
| Datum   | Rennen                              | Staat    | Klasse | Sieger             |       |
| ------- | ----------------------------------- | -------- | ------ | ------------------ | ----- |
| 5. Feb. | Grand Prix Alanya                   | Türkei   | 1.2    | Alessio Martinelli |       |
| 3. Mai  | Carpathian Couriers Race, 4. Etappe | Slowakei | 2.2U   | Alessio Martinelli |       |